# 돔날 막 카우산틴
돔날 막 카우산틴(고대 아일랜드어: Domnall mac Caustantín)은 9세기 초 달 리어타의 왕이다.
돔날의 실존성은 불분명하다. 당대 사료는 없고 11세기에 쓰여진 「알바인의 노래」 등에서 언급될 뿐이다.
「알바인의 노래」에서는 돔날이 24년간 재위했으며, 아드 핀드와 코날 막 타드그, 코날 막 아단의 사이에 재위했다고 한다. 아일랜드의 플란 마니스트라크는 돔날의 아버지 이름이 "카우산틴"이라고 했다. 카우산틴이라는 이름이 비교적 드문 점에서 미루어 볼 때, 시기적으로 타당한 사람은 792년에서 820년 사이에 픽트인의 왕이었던 카우산틴 막 페르구사 뿐이다. 하지만 아드 핀드는 778년에 죽었고, 그 동생 페르구스 막 에크다크가 781년까지 달 리어타 왕이었기 때문에, 카우산틴 막 페르구사의 아들이 781년에 달 리어타의 왕이 되었다고 하기에는 시기가 너무 이르다. 거기에다가 돈케르커라는 왕이 792년까지 재위했고 코날 막 타드그는 807년에 죽었기 때문에, 그 사이에 24년간 재위한 다른 왕을 끼워넣기는 더더욱 힘들어진다.
811년 이후 달 리어타의 왕사에 관해서는 알려진 것이 전혀 없고, 아드 막 보안터가 839년에 죽었기 때문에, 돔날 막 카우산틴이 실존인물이라면 그 재위는 811년에서 835년 사이라고 비정하는 것이 합리적이다.

## 참고 자료
- Anderson, Alan Orr, Early Sources of Scottish History A.D 500–1286, volume 1. Reprinted with corrections. Paul Watkins, Stamford, 1990. ISBN 1-871615-03-8
- Bannerman, John, "The Scottish Takeover of Pictland" in Dauvit Broun & Thomas Owen Clancy (eds.) Spes Scotorum: Hope of Scots. Saint Columba, Iona and Scotland. T & T Clark, Edinburgh, 1999. ISBN 0-567-08682-8
- Broun, Dauvit, "Pictish Kings 761–839: Integration with Dál Riata or Separate Development" in Sally M. Foster (ed.), The St Andrews Sarcophagus: A Pictish masterpiece and its international connections. Four Courts, Dublin, 1998. ISBN 1-85182-414-6